# Euderus sumneri
Euderus sumneri är en stekelart som först beskrevs av Girault 1913.  Euderus sumneri ingår i släktet Euderus och familjen finglanssteklar. Inga underarter finns listade i Catalogue of Life.